# Гаджиев, Абидин Ибрагимович
Абидин Ибрагимович Гаджиев (1908, Нижнее Казанище, Дагестанская АССР — 1983, Махачкала) — организатор сельскохозяйственного производства в Дагестане, лауреат Сталинской премии третьей степени (1952). Министр сельского хозяйства ДАССР (1952—1953).

## Биография
Родился в селе Нижнее Казанище Темир-Хан-Шуринского округа Дагестанской области, в семье сотника Дагестанского конного полка.

## Образование
Выпускник зоотехнического факультета Горского сельскохозяйственного института (г. Орджоникидзе).

## Работа
Работал начальником управления Наркомзема ДАССР, комиссаром по землеустройству ДАССР, нач. отдела животноводства Наркомата. Создал государственный конный завод в Буйнакске, коневодческую ферму в «Сапарали-кутане». В 1946—1952 гг. — зам. министра сельского хозяйства ДАССР. Был также директором треста «Дагскотопром» (1968—1972).

## Достижения
- Заслуженный зоотехник РСФСР и ДАССР[2].
- Сталинская премия третьей степени (1951) — за выведение новой горной породы полутонкорунных овец «Дагестанская горная».

## Семья
Жена — Хадижат.